# Nordre Skanse Havn
Nordre Skanse Havn (Skansehavnen) er en lille jollehavn beliggende ud for Nordre Skanse i Frederikshavns nordlige udkant.
Havnen blev etableret på udfyldte arealer først i 1970erne.
Der har formodentlig været en mindre havn i forbindelse med Nordre Skanse i begyndelsen af det 16. århundrede.
Jollehavnen har plads til omkring 75 joller. For nuværende, 2009, er indsejlingen til havnen sandet til og derfor ubrugelig.
Der arbejdes med at få tilvejebragt midler til reetablering af havnen.

## Galleri
- Skur ved Skansehavnen, november 2009

57°27′3.73″N 10°32′45.37″Ø / 57.4510361°N 10.5459361°Ø